# Kamil Zayatte
Kamil Zayatte (Conakry, 1985. március 7. –) guineai labdarúgó, az angol Sheffield Wednesday FC játékosa. Hátvédként és középpályásként is bevethető.

## Pályafutása
Zayatte 2002-ben került a Lens ifiakadémiájára, ahol három évet töltött el, majd megkapta első profi szerződését. A francia klubnál töltött ideje alatt mindössze két meccsen lépett pályára, egyszer a bajnokságban, egyszer pedig a kupában.
2007-ben a svájci Young Boyshoz igazolt, ahol olyan jól teljesített, hogy erősebb bajnokságokban szereplő csapatok is felfigyeltek rá. 2008 nyarán próbajátékon vett részt az Evertonnál és a Newcaslte Unitednél, mielőtt kölcsönben a Hull Cityhez igazolt volna. 2008. október 25-én, a West Bromwich Albion ellen megszerezte első gólját. 2009. január 23-án a Hull 2,5 millió fontért véglegesítette a szerződését.

## Külső hivatkozások
- Kamil Zayatte pályafutásának statisztikái a Soccerbase oldalon (angolul)

- Zayatte adatlapja a Sheffield Wednesday FC honlapján
- Kamil Zayatte adatlapja az LFP.fr-en
- Kamil Zayatte adatlapja a sitercl.com-on

## Fordítás
- Ez a szócikk részben vagy egészben  a   Kamil Zayatte című angol Wikipédia-szócikk fordításán alapul.  Az eredeti cikk szerkesztőit annak laptörténete sorolja fel. Ez a jelzés csupán a megfogalmazás eredetét és a szerzői jogokat jelzi, nem szolgál a cikkben szereplő információk forrásmegjelöléseként.